# Football League Championship 2008-09
La Football League Championship 2008-09 (conocida como "Coca-Cola Championship" por razones de patrocinio) fue la quinta edición de la Football League Championship.

## Ascensos y descensos
| Pos | a Premier League     |
| --- | -------------------- |
| 1º  | West Bromwich Albion |
| 2º  | Stoke City           |
| 3°  | Hull City            |

| Pos | a Football League Championship |
| --- | ------------------------------ |
| 18º | Reading                        |
| 19º | Birmingham City                |
| 20º | Derby County                   |

| Pos | a Football League Championship |
| --- | ------------------------------ |
| 1º  | Swansea City                   |
| 2º  | Nottingham Forest              |
| 3º  | Doncaster Rovers               |

| Pos | a League One      |
| --- | ----------------- |
| 22º | Leicester City    |
| 23º | Scunthorpe United |
| 24º | Colchester United |

## Datos de los clubes
| Equipo                  | Estadio           | Capacidad |
| ----------------------- | ----------------- | --------- |
| Barnsley                | Oakwell           | 23,009    |
| Birmingham City         | St Andrew's       | 30,009    |
| Blackpool               | Bloomfield Road   | 9,788     |
| Bristol City            | Ashton Gate       | 21,497    |
| Burnley                 | Turf Moor         | 22,546    |
| Cardiff City            | Ninian Park       | 22,008    |
| Charlton Athletic       | The Valley        | 27,111    |
| Coventry City           | Ricoh Arena       | 32,609    |
| Crystal Palace          | Selhurst Park     | 26,309    |
| Derby County            | Pride Park        | 33,597    |
| Doncaster Rovers        | Keepmoat Stadium  | 15,231    |
| Ipswich Town            | Portman Road      | 30,311    |
| Norwich City            | Carrow Road       | 26,034    |
| Nottingham Forest       | City Ground       | 30,602    |
| Plymouth Argyle         | Home Park         | 19,500    |
| Preston North End       | Deepdale          | 24,500    |
| Queens Park Rangers     | Loftus Road       | 19,128    |
| Reading                 | Madejski Stadium  | 24,161    |
| Sheffield United        | Bramall Lane      | 32,609    |
| Sheffield Wednesday     | Hillsborough      | 39,814    |
| Southampton             | St Mary's Stadium | 32,689    |
| Swansea City            | Liberty Stadium   | 20,532    |
| Watford                 | Vicarage Road     | 19,920    |
| Wolverhampton Wanderers | Molineux          | 28,525    |

## Clasificación
Los dos primeros equipos de la clasificación ascienden directamente a la Premier League 2009-10, los clubes ubicados del tercer al sexto puesto disputan un play-off para determinar un tercer ascenso.
|                                                 | Pos | Equipo                          | Pts | PJ | PG | PE | PP | GF | GC | Dif | Notas                                   |
| ----------------------------------------------- | --- | ------------------------------- | --- | -- | -- | -- | -- | -- | -- | --- | --------------------------------------- |
|                                                 | 1.  | Wolverhampton Wanderers (C) (A) | 90  | 46 | 27 | 9  | 10 | 80 | 52 | 28  | Ascenso a la Premier League             |
|                                                 | 2.  | Birmingham City (A)             | 83  | 46 | 23 | 14 | 9  | 54 | 37 | 17  | Ascenso a la Premier League             |
|                                                 | 3.  | Sheffield United                | 80  | 46 | 22 | 14 | 10 | 64 | 39 | 25  | Playoffs de ascenso a la Premier League |
|                                                 | 4.  | Reading                         | 77  | 46 | 21 | 14 | 11 | 72 | 40 | 32  | Playoffs de ascenso a la Premier League |
|                                                 | 5.  | Burnley(A)                      | 76  | 46 | 21 | 13 | 12 | 72 | 60 | 12  | Playoffs de ascenso a la Premier League |
|                                                 | 6.  | Preston North End               | 74  | 46 | 21 | 11 | 14 | 66 | 54 | 12  | Playoffs de ascenso a la Premier League |
|                                                 | 7.  | Cardiff City                    | 74  | 46 | 19 | 17 | 10 | 65 | 53 | 12  |                                         |
|                                                 | 8.  | Swansea City                    | 68  | 46 | 16 | 20 | 10 | 63 | 50 | 13  |                                         |
|                                                 | 9.  | Ipswich Town                    | 66  | 46 | 17 | 15 | 14 | 62 | 53 | 9   |                                         |
|                                                 | 10. | Bristol City                    | 61  | 46 | 15 | 16 | 15 | 54 | 54 | 0   |                                         |
|                                                 | 11. | Queens Park Rangers             | 61  | 46 | 15 | 16 | 15 | 42 | 44 | -2  |                                         |
|                                                 | 12. | Sheffield Wednesday             | 61  | 46 | 16 | 13 | 17 | 51 | 58 | -7  |                                         |
|                                                 | 13. | Watford                         | 58  | 46 | 16 | 10 | 20 | 68 | 72 | -4  |                                         |
|                                                 | 14. | Doncaster Rovers                | 58  | 46 | 17 | 7  | 22 | 42 | 53 | -11 |                                         |
|                                                 | 15. | Crystal Palace                  | 57  | 46 | 15 | 12 | 19 | 52 | 55 | -3  |                                         |
|                                                 | 16. | Blackpool                       | 56  | 46 | 13 | 17 | 16 | 47 | 58 | -11 |                                         |
|                                                 | 17. | Coventry City                   | 54  | 46 | 13 | 15 | 18 | 47 | 58 | -11 |                                         |
|                                                 | 18. | Derby County                    | 54  | 46 | 14 | 12 | 20 | 55 | 67 | -12 |                                         |
|                                                 | 19. | Nottingham Forest               | 53  | 46 | 13 | 14 | 19 | 50 | 65 | -15 |                                         |
|                                                 | 20. | Barnsley                        | 52  | 46 | 13 | 13 | 20 | 45 | 58 | -13 |                                         |
|                                                 | 21. | Plymouth Argyle                 | 51  | 46 | 13 | 12 | 21 | 44 | 57 | -13 |                                         |
| Archivo:English football league logo detail.png | 22. | Norwich City (D)                | 46  | 46 | 12 | 10 | 24 | 57 | 70 | -13 | Descenso de categoría                   |
| Archivo:English football league logo detail.png | 23. | Southampton (D)                 | 45  | 46 | 10 | 15 | 21 | 46 | 69 | -23 | Descenso de categoría                   |
| Archivo:English football league logo detail.png | 24. | Charlton Athletic (D)           | 39  | 46 | 8  | 15 | 23 | 52 | 74 | -22 | Descenso de categoría                   |

(C) Campeón (A) Ascendido (D) Descendido

### Play-Offs por el tercer ascenso a la Premier League
|  | Semifinales       | Semifinales | Semifinales      |   |         | Final | Final |  |
|  |                   |             |                  |   |         |       |       |  |
|  |                   |             |                  |   |         |       |       |  |
|  | Preston North End | 1           | 0                |   |         |       |       |  |
|  | Preston North End | 1           | 0                |   |         |       |       |  |
|  | Sheffield United  | 1           | 1                |   |         |       |       |  |
|  | Sheffield United  | 1           | 1                |   | Burnley | 1     |       |  |
|  |                   |             |                  |   | Burnley | 1     |       |  |
|  |                   |             | Sheffield United | 0 |         |       |       |  |
|  | Burnley           | 1           | Sheffield United | 0 | 2       |       |       |  |
|  | Burnley           | 1           |                  |   | 2       |       |       |  |
|  | Reading           | 0           | 0                |   |         |       |       |  |
|  | Reading           | 0           | 0                |   |         |       |       |  |
|  |                   |             |                  |   |         |       |       |  |

### Semifinales
| Play-Offs - Ida; 8 de mayo de 2009, 19:45 UTC+0 | Preston North End | 1:1     | Sheffield United | Deepdale, Preston                                          |                                                            |
|                                                 | - St Ledger 21'   | Reporte | - 46' Howard     | Asistencia: 19,840 espectadores Árbitro(s): Andre Marriner | Asistencia: 19,840 espectadores Árbitro(s): Andre Marriner |

| Play-Offs - Vuelta; 11 de mayo de 2009, 19:45 UTC+0 | Sheffield United | 1:0     | Preston North End | Bramall Lane, Sheffield                                |                                                        |
|                                                     | - Halford 59'    | Reporte |                   | Asistencia: 26,354 espectadores Árbitro(s): Alan Wiley | Asistencia: 26,354 espectadores Árbitro(s): Alan Wiley |

| Play-Offs - Ida; 9 de mayo de 2009, 17:20 UTC+0 | Burnley         | 1:0     | Reading | Turf Moor, Burnley                                          |                                                             |
|                                                 | - Alexander 84' | Reporte |         | Asistencia: 18,005 espectadores Árbitro(s): Martin Atkinson | Asistencia: 18,005 espectadores Árbitro(s): Martin Atkinson |

| Play-Offs - Vuelta; 12 de mayo de 2009, 19:45 UTC+0 | Reading | 0:2     | Burnley                       | Madejski Stadium, Watford |                          |
|                                                     |         | Reporte | - 51' Paterson - 58' Thompson | Árbitro(s): Steve Tanner  | Árbitro(s): Steve Tanner |

### Final
| Final; 25 de mayo de 2009, 15:00 UTC+0 | Burnley       | 1:0     | Sheffield United | Estadio de Wembley, Londres                           |                                                       |
|                                        | - Elliott 13' | Reporte |                  | Asistencia: 80.518 espectadores Árbitro(s): Mike Dean | Asistencia: 80.518 espectadores Árbitro(s): Mike Dean |

## Estadísticas

### Goleadores
| Jugador             | Equipo                  | Goles |
| ------------------- | ----------------------- | ----- |
| Sylvan Ebanks-Blake | Wolverhampton Wanderers | 25    |
| Ross McCormack      | Cardiff City            | 21    |
| Jason Scotland      | Swansea City            | 21    |
| Kevin Doyle         | Reading FC              | 18    |
| Tommy Smith         | Watford FC              | 16    |
| Rob Hulse           | Derby County            | 14    |
| Chris Iwelumo       | Wolverhampton Wanderers | 14    |
| Marcus Tudgay       | Sheffield Wednesday     | 14    |
| Kevin Phillips      | Birmingham City         | 14    |

- Datos: Q375825